# Консултант
Консултант је особа са специјализованим звањима чије услуге потражују професионалци или организације. Консултанти саветују и едукују о природи проблема и могућим решењима или најбољим начинима да појединац или организација постигну сопствене циљеве. Социјални радници су чести консултанти не само клијентима којима је потребан савет како да се односе према одређеној социјалној ситуацији, већ и социјалних служби, судова, политичких група или група активиста.